# Formula TT 1983
Die Formula-TT-Saison 1983 war die siebente in der Geschichte der Formula TT und wurde von der Fédération Internationale de Motocyclisme als offizielle Weltmeisterschaft ausgeschrieben.
Sowohl in der TT-F1- als auch in der TT-F2-Klasse wurden drei Rennen ausgetragen.

## Punkteverteilung
| Punktewertung | Punktewertung | Punktewertung | Punktewertung | Punktewertung | Punktewertung | Punktewertung | Punktewertung | Punktewertung | Punktewertung | Punktewertung |
| ------------- | ------------- | ------------- | ------------- | ------------- | ------------- | ------------- | ------------- | ------------- | ------------- | ------------- |
| Platz         | 1             | 2             | 3             | 4             | 5             | 6             | 7             | 8             | 9             | 10            |
| Punkte        | 15            | 12            | 10            | 8             | 6             | 5             | 4             | 3             | 2             | 1             |

In die Wertung kamen alle erzielten Resultate.

## Wissenswertes
- Die Formula TT wurde 1983 in zwei Klassen ausgeschrieben.
  - In der TT-F1-Klasse waren Viertakter von 600 bis 1000 cm³ Hubraum und Zweitakter mit Hubräumen von 350 bis 500 cm³ erlaubt.
  - In der TT-F2-Klasse waren Viertakter von 400 bis 600 cm³ Hubraum und Zweitakter mit Hubräumen von 250 bis 350 cm³ erlaubt.
- Das TT-F1-Rennen in den Niederlanden wurde im Rahmen des Motorrad-WM-Laufes der Dutch TT ausgetragen.
- Das TT-F2-Rennen in den Niederlanden wurde zusammen mit dem niederländischen Motorrad-EM-Lauf ausgetragen.

## TT-F1-Klasse

### Rennergebnisse
|   | Datum  | Rennen                | Strecke         | Platz 1     | Platz 2     | Platz 3        |
| - | ------ | --------------------- | --------------- | ----------- | ----------- | -------------- |
| 1 | Juni   | 65. Isle of Man TT    | Mountain Course | Joey Dunlop | Mick Grant  | Rob McElnea    |
| 2 | 25.06. | 53. Dutch TT          | Assen           | Rob McElnea | Joey Dunlop | Roger Marshall |
| 3 | 20.08. | 54. Ulster Grand Prix | Dundrod         | Joey Dunlop | Mick Grant  | Rob McElnea    |

### Fahrerwertung
| 1 | Joey Dunlop    | Honda    | 42 |
| 2 | Rob McElnea    | Suzuki   | 35 |
| 3 | Roger Marshall | Honda    | 26 |
| 4 | Mick Grant     | Suzuki   | 24 |
| 5 | Jim Wells      | Kawasaki | 13 |
| 6 | Trevor Nation  | Suzuki   | 12 |
| 7 | Sam McClements | Suzuki   | 11 |
| 8 | Wayne Gardner  | Honda    | 8  |
| 9 | Mark Salle     | Kawasaki | 5  |

| 10 | Michael Hunt      | Kawasaki | 5 |
| 11 | Gary Lingham      | Kawasaki | 4 |
| 12 | Dave Hiscock      | Suzuki   | 3 |
|    | Gerard Flameling  | Kawasaki | 3 |
| 14 | Peter Rubatto     | Kawasaki | 2 |
|    | John Heselwood    | Suzuki   | 2 |
| 16 | Alan Jackson sr.  | Suzuki   | 1 |
|    | Kees van der Endt | Kawasaki | 1 |
|    | Bernard Murray    | Kawasaki | 1 |

## TT-F2-Klasse

### Rennergebnisse
|   | Datum  | Rennen                | Strecke         | Platz 1           | Platz 2         | Platz 3         |
| - | ------ | --------------------- | --------------- | ----------------- | --------------- | --------------- |
| 1 | Juni   | 65. Isle of Man TT    | Mountain Course | Tony Rutter       | Graeme McGregor | Phil Mellor     |
| 2 | 20.08. | 54. Ulster Grand Prix | Dundrod         | Phil Mellor       | Tony Rutter     | Graeme McGregor |
| 3 | 11.09. | Niederlande           | Assen           | Mark van der Endt | Tony Rutter     | Phil Mellor     |

### Fahrerwertung
| 1  | Tony Rutter        | Ducati   | 39 |
| 2  | Phil Mellor        | Yamaha   | 35 |
| 3  | Graeme McGregor    | Ducati   | 22 |
| 4  | Mark van der Endt  | Suzuki   | 15 |
| 5  | Peter Hubbard      | Yamaha   | 10 |
| 6  | Steve Tonkin       | Ducati   | 8  |
|    | Bob Smith (†)      | Ducati   | 8  |
|    | Davide Tardozzi    | Ducati   | 8  |
| 9  | Dieter Rechtenbach | Ducati   | 8  |
| 10 | Malcolm Wheeler    | Laverda  | 6  |
|    | Kevin Wrettom      | Kawasaki | 6  |
| 12 | Pete Wild          | Yamaha   | 5  |

|    | Jim Wells          | Kawasaki | 5 |
| 14 | Steve Henshaw      | Yamaha   | 4 |
|    | Ronan Sherry       | Yamaha   | 4 |
| 16 | Abe Walsh          | Honda    | 3 |
|    | Bob Bewer          | Ducati   | 3 |
| 18 | Steven Cull        | Ducati   | 2 |
|    | Klaus Klein        | Kawasaki | 2 |
|    | Rainer Nagel       | Ducati   | 2 |
| 21 | Dave Arnold        | Ducati   | 1 |
|    | Bob Jackson        | Yamaha   | 1 |
|    | Ben van der Maaten | Ducati   | 1 |